# ویرجینیا پیرسون
ویرجینیا پیرسون (انگلیسی: Virginia Pearson؛ ۷ مارس ۱۸۸۶ – ۶ ژوئن ۱۹۵۸) یک هنرپیشه اهل ایالات متحده آمریکا بود.

## فیلم‌شناسی
از فیلم‌های او می‌توان به شبح اپرا و لکه ننگ اشاره نمود.